# Ossananga
Waki (singulier Uki) généralement appelés Ossananga sont un peuple d'Afrique centrale établi dans la Région du Centre au Cameroun. Ils appartiennent au grand groupe Beti.

## Origine Waki (Ossānanga)
Selon certaines sources et des témoignages concordants, l'explorateur allemand Gustav Nachtigal, rencontrant un homme au bord du fleuve Mbam, lui en demanda le nom. Ne comprenant pas la langue de son interlocuteur (l'allemand), celui-ci répondit en tuki : « ossaá zú, nangá zú », ce qui signifie littéralement : « voici le fleuve, et voici la maison ("nangá" peut aussi signifier : Village comme dans l'expression "Ngué-ndamu na nangá" qui veut dire "je vais au village (à la maison)" et a pour synonyme "Yendjè") ». L’Allemand nota : « ossā-nangá(N.B: l'expression correcte est "ossā wa nangá"(la rivière de la maison (du village); mais une élision du "wa" l'a transformée en  ossā-nangá'» (rivière-de-la maison) qui se transforma en « Ossānanga » puis par « Sānanga » et "sananga" tout court sous la domination française. Ce qui signifie par extension  « ceux qui habitent le long du fleuve Sanaga et du Mbam, son affluent ».
Une légende prenant racine dans des faits historiques rapporte que les Ossananga, souvent confondus avec les Ewondo et les Bafia, constituent la fraction des Beti (waki en tuki; on dit: "tu mú waki"(nous sommes ceux qui parlent le tuki); waki représentant le grand groupe des langues ayant une consonance de tuki étant restée de l'autre côté du fleuve Sanaga et de son affluent le Mbam qu'ils traversèrent à la fin du XVIIIe siècle sur le dos d'un serpent mythique appelé « Ngan-medza ». Ils fuyaient les conquêtes musulmanes d’Usman dan Fodio, chef musulman venant de la région de l'Adamaoua.
Waki sont des peuples soudanais (Sud-Soudan), les migrations bantoues les ont conduits de cette région de l’Afrique, vers le centre du Cameroun. Selon l’histoire, les ancêtres Ossananga ont été confrontés à plusieurs conflits tribaux. D’abord avec les Peuls sous Usman dan Fodio qui les ont obligés à se replier depuis la région de Tibati dans l’Adamaoua vers la région de Ngoro, plus au Sud et ensuite avec leurs voisins Vute. Les écrits des colonisateurs allemands, dont l'explorateur Kurt von Morgen qui explore la région du Mbam et le plateau de l’Adamaoua entre le 1889 et 1890, signalent des razzias coordonnées par les conquérants vute dans cette région à la fin du XIXe siècle. C’est durant cette période de guerres tribales qu’un combattant ossananga se distingue. Ndengue Ndjouli, aussi appelé « Angandji Mateke », se révèle aux yeux des explorateurs et surtout du major Hans Dominik, officier de l’armée coloniale allemande au Cameroun entre 1894 et 1909. En 1900, la chefferie de Ngoro dont l’influence s’étend jusqu'à Nyamongo (19 km) est créée et dirigée par Ndengue Ndjouli qui règne jusqu’en 1951. À sa mort, il sera remplacé par son fils, Katou Ndengue.
Oki était un peuple de guerriers, ce qui explique leur dissémination. C'est ainsi que l'armée dudit Ndengue Ndjouli sera sollicitée par le Chef Supérieur Wafia(Bafia) [Wafiya: Wa = ceux; Ufiya = brûler; Wafiya = les pyromanes; en fait contrairement à l'attribution du nom Bafia à une déformation de "Bofia" il ressort des recherches menées sur le terrain par Jean-Louis Aimé MBATAKA que, le peuple appelé Bafia aujourd'hui aimait trop l'agriculture sur brûlis, ce qui leur a valu l’appellation de "Wafiya" par leurs voisins Uki, et les européens étant entrés au Cameroun par Yoko, première unité administrative du Cameroun depuis 1920, ont juste adopté les appellations déjà existantes que les premières populations rencontrées utilisaient pour désigner leurs voisins; c'est ainsi que Yambassa viendrait du Tuki "Ignia-mbassa" avec Ignia ="Mangeurs", "Mbassa" = Maïs; donc "Mangeurs de maïs".]

## Organisation sociale et religieuse
La société uki est patriarcale et acéphale. L’organisation familiale est fondée sur la descendance masculine et sur le pouvoir prépondérant du père. Ngôrôngô est le chef ou prince régnant à titre honorifique. La tradition ancestrale reste prépondérante, waki sont monothéistes et croient en un Dieu tout-puissant appelé « sambè » ou « zambè » (Djambirôngô ou Akanigunú). Cependant les religions européennes introduites pendant la colonisation (catholicisme et protestantisme) cohabitent avec la tradition.

## Localisation géographique
L’emplacement géographique actuel des  Ossananga  [ Watsi : Wa = "Ceux"; Tsi = "terre"; Watsi(Waki)= "ceux de la terre", terriens.] est en partie due à l’œuvre allemande. Les Ossananga, aussi appelés Waki, sont établis dans la Région du Centre, ils occupent notamment le Département du Mbam-et-Kim, sur une superficie de 25 906 km2. Ils appartiennent au grand groupe Beti.  Les sous-groupes des Ossananga sont Watsingo, Wangoro, Kombé, Wandjanti, Wabaveck qui se répartissent dans les arrondissements suivants que compte le département, à savoir Mbangassina, Ngambè-Tikar, Ngoro, Ntui et Yoko, et Ngomo, Biatsota, Egona, Malabo (Arrondissement de Bafia) Nyamanga 1 (Arrondissement de Bokito) dans le département du Mbam-et-Inoubou, et d’autres informations font état d’autres groupements Utsi(Oki)[U = à; tsi = terre; Utsi = " à terre"] dans d’autres Régions du Cameroun (Sud-Ouest) et même de l’Afrique.

## Andzara (Langue)
La langue ossananga est le tuki, aussi appelé « l’ati ». L’ALCAM lui attribue le code 551, elle est classée bantu A60 par Guthrie. D’après les ethnologues Barbara F. et Grimes, (2000), cette langue est parlée sur toute la rive droite de la Sanaga, dans le Département du Mbam-et-Kim, le long de la Sanaga au nord de Sa’a et au nord de la Sanaga entre Ombessa et Ntui, mais aussi dans quelques villages du département du Mbam et Inoubou et de la Lékié.
Celle-ci présente des variantes de dialectes d’un groupe à un autre. On a le tukombe, le tutchenga, le tutsingo, le tunjo, le tungoro et le tumbele, le tubwètê, le tufeya; Ces variantes n’empêchent pas toutefois l’intercompréhension. En effet, d’après certaines sources, les autres langues beti sont issues du tuki, notamment l’éton, le mvele, l’éwondo et le yebekolo entre autres. Aidées par les colons et les missionnaires, ces langues ont pris le pas sur le tuki et les autres dialectes du groupe ossananga. Aujourd’hui, la littérature ossananga est très pauvre et presque indisponible dans l’une comme dans l’autre de ses variantes. Comparativement à l’éwondo et au bulu qui ont servi pendant longtemps sous la colonisation allemande comme langue d’enseignement dans toutes les écoles des régions du Centre et du Sud et choisi comme langue d’adoption par les missionnaires catholiques et protestants pour l’évangélisation. Cette langue très ancienne est menacée d'extinction.

## Tumu râ Waki (Culture Uki)
La littérature ossananga est essentiellement orale et compte plusieurs genres, dont les contes (yana, nkana); les chants (ussawu "sing", issawu "pl"), fables(panapu),, devinettes (apïsh), adages divers, les poèmes-chants lyriques (berceuses, chants de danse, chant de labeur, chant de pêche, de chasse, poèmes rituels…), récits légendaires et épiques, récitatifs d’enfants, poésie tambourinée, chroniques et généalogies, proverbes. Tous ces genres peuvent s’accompagner au korongo, aussi appelé « kurungu » communément appelé « mvet » chez les Béti. Cet instrument musical est le genre majeur de la littérature orale ossananga». 	
Le korongo est un instrument de musique assez simple, mais de fabrication fort délicate. Il est fait à partir d’une tige de bambou-raphia de 1 m à 1,4 m environ ; qu’il faut sécher, détacher de 4 à 6 lamelles qui restent cependant fixées au bambou par les extrémités. Ces lamelles sont ensuite distendues et accrochées à un bâtonnet qui a été fixé environ au 4/10 de la tige, lui donnant une forme légèrement courbe. Puis trois à six (3 à 6) demi-calebasses sont fixées sur la partie extérieure de cette espèce d’arc pour former les caisses de résonance. On obtient ainsi le korongo parfois appelé « harpe-guitare ».							Son origine remonterait à 2 600 ans avant notre ère. Dans son ouvrage Musik in Africa, le père  Luitfrid Marfurt affirme qu’il a été retrouvé sur des tombeaux égyptiens le dessin  d’un instrument qui ressemble fort au korongo. Quant à la tradition orale, elle rapporte que le korongo est originaire du pays Ntumu, plus exactement de la tribu Okak, dans la région frontalière à cheval sur le Gabon, la Guinée équatoriale et le sud du Cameroun.			
Le korongo désigne certes l’instrument de musique, mais il sert aussi à désigner le ou plutôt les genres littéraires qui se chantent ou se psalmodient avec l’accompagnement de cet instrument. Les rythmes ossananga sont d’une coloration particulière et les compositions allient force et finesse, profondeur et légèreté, émotions frissonnantes et délires festifs.

## Inunú (rites et rituels)
NyoréC'est un rite nocturne par lequel les vivants entrent en contact avec les esprits des ancêtres afin de trouver des réponses aux questions existentielles des membres d’une famille ou de toute la communauté villageoise.
ItitimbiriC'est un rite reconnu par tous les Watsingo, c'est-à-dire les groupes ossananga qui parlent le tutsingo ;il se déroule dans un lieu sacré unique et accepté par tous et vise à attirer les faveurs de la providence sur le Peuple. À ce titre, c’est une source de bénédiction.
MbessôC’est un rite rédempteur qui vise à lever la malédiction qui s’abat sur un individu du fait, entre autres, de la colère d’un parent décédé.
SôôC’est un rite d’initiation réservé aux garçons par lequel ceux-ci, après plusieurs cérémonies spécifiques et des épreuves secrètes, deviennent des « hommes complets » c'est-à-dire des hommes courageux, responsables et patriotes.

## Ibînô (danses)
EndongoDanse rythmée par des tam-tams et des tambours, exécutée le soir dans la cour royale sous la présidence du Prince régnant. C’est une occasion de réjouissance provoquée par le souverain.
Ossao ra kindoDanse de clair de lune exécutée à l’occasion de l’annonce publique de l’état de gestation d’une femme du village. La belle-mère de la concernée se masque et entraîne dans un rythme endiablé, au milieu de chants et de youyous, des danseurs surtout des femmes) portant des maracas (wingara) aux chevilles. Ce rythme est l’ancêtre de la danse commune aux peuples Beti à savoir le bikutsi qui tient son nom de « kut - tsi » qui signifie « frapper le sol » en langue tuki. Le groupe musical Les Têtes brûlées a contribué à vulgariser ce rythme à l’étranger et actuellement, Erik Aliana et le Korongo Jam en sont les tenants sur la scène internationale.
Ivassa ou ibassaDanse exécutée à l’occasion de la naissance de jumeaux. Une joyeuse caravane parcourt le village au rythme de tam-tams et tambours en scandant les noms des nouveau-nés et en déclamant des formules incantatoires pour leur bonheur.
DjambeDanse sportive exigeant des danseurs des qualités athlétiques avérées. Elle oppose deux équipes qui se défient mutuellement. Le djambé met face à face des jeunes gens (filles et garçons) dans une ambiance rythmée par des claquements de mains soutenus et par des contes chantés.
EssanaChez tous les Vatsingo, c’est une danse rituelle exécutée à l’occasion des obsèques de grandes personnalités. Seuls les hommes auréolés d’une réputation glorieuse sont habilités à exécuter toutes les phases de l'essana. En principe, les femmes ne le dansent pas, elles se contentent d’accompagner de youyous les exploits gestuels des hommes.

## Wunia (gastronomie)
Les Ossananga ont pour plat emblématique l'okabongo ou ikamu, accompagné de ipené ou kpeti. L’ikamu  se compose de feuilles de manioc pilées, de pâte d’arachides grillées, d'huile de palme, écrevisses séchées, et de poissons fumés ou de viande. Les condiments sont le piment, le basilic et du sel. Le ipené, quant à lui, c’est le couscous de maïs.

## Mabô (boissons traditionnelles)
Kpataboisson à base de maïs
Bie ra mbassa (maabô ma mbassa)bière de maïs
Nkô ou encore Ukôvin de palme extrait d’un palmier abattu.
Bie ra mana (maabô ma mana)vin de palme extrait d’un palmier sur pied.
N.B: Bie n'est pas un terme tuki, il est dérivé de "beer" (bière) anglais; le mot juste en tuki est maabô ou maawô

## Autres sources
- W. G. L. Randles, « La civilisation bantou, son essor et son déclin », dans Annales. Économies, Sociétés, Civilisations, vol. 29, no 2, 1974, p. 267-281
- Malcolm Guthrie : Comparative Bantu: an introduction to the comparative linguistics and prehistory of the Bantu languages, parue en 4 volumes, entre 1967 et 1971
- Barbara F. Grimes, Ethnologue: Languages of the world, Intl Academic Bookstore, 14e édition, 2000  (ISBN 1-5567-1106-9) (voir aussi la 16e édition en ligne [archive])
- Les Têtes brûlées (groupe). (2011, octobre 31).
- Beti (peuple). (2012, août 29).